# 溫帶氣旋

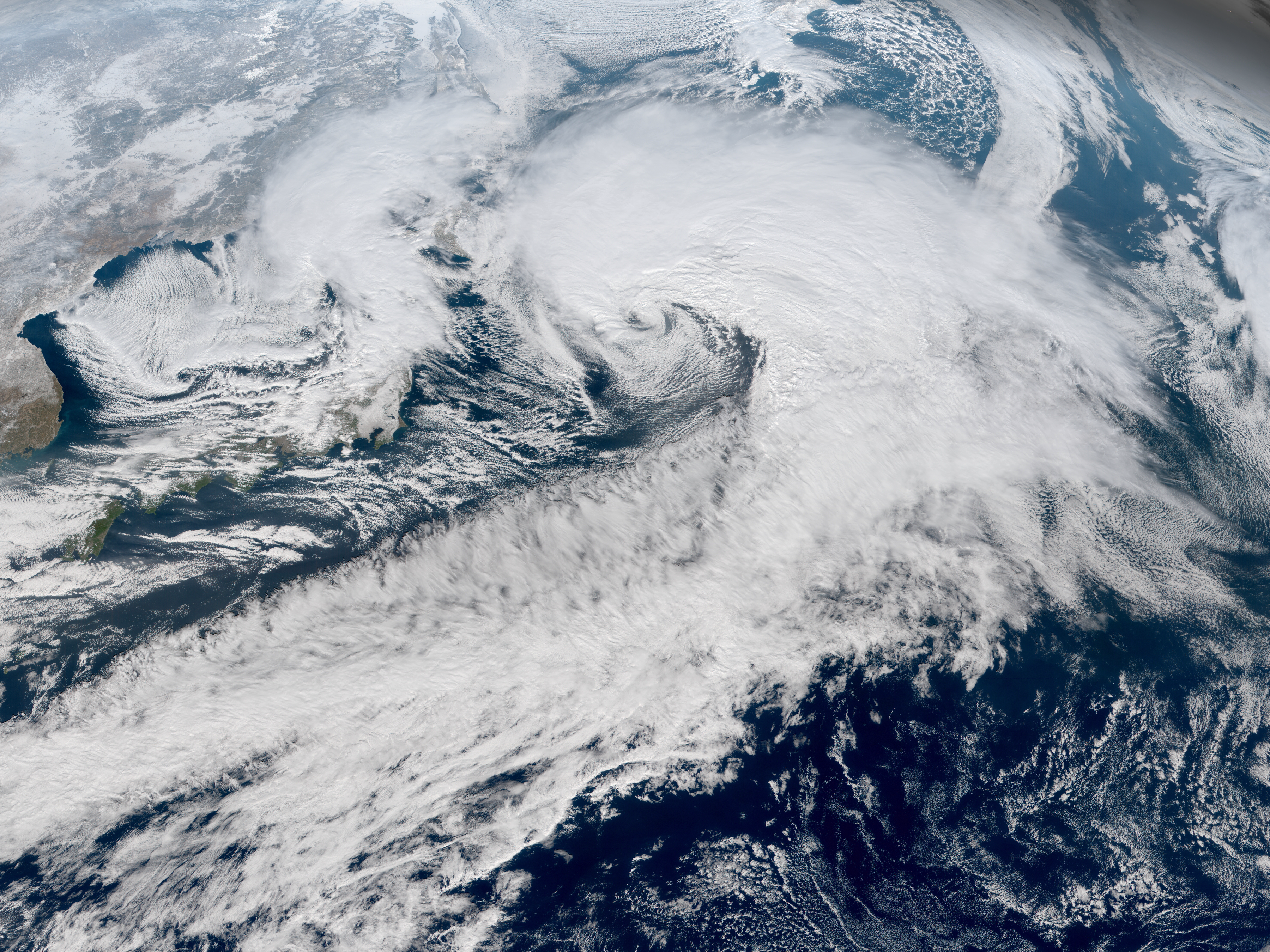
2018年1月，北太平洋發展出強勁溫帶氣旋，擁有明顯的類風眼結構和伸延至熱帶的冷鋒

溫帶氣旋，亦稱為鋒面氣旋或中緯度氣旋，是一種發生在地球中緯度地區的大尺度低壓系統。溫帶氣旋附帶鋒面，一段時間後將合併成為囚錮鋒。

## 名稱
「氣旋」一詞適用於各種各樣的低壓區，其中一個是溫帶氣旋，「溫帶」一字說明這種氣旋一般發生在溫帶中緯度地區，亦即地球南北緯30-60度，因此溫帶氣旋亦有中緯度氣旋之稱。天氣預報和公眾經常稱呼溫帶氣旋為鋒面氣旋、鋒面低氣壓和溫帶低氣壓。

### 國際命名
2015/16年冬季起，英國氣象局及愛爾蘭氣象局試行對較強及對英國及愛爾蘭有顯著影響的溫帶氣旋進行命名，以名字依英文字母排列。但「Q」、「U」、「X」、「Y」和「Z」不會被用作名字的起首字母。而為避免混亂，如溫帶氣旋是由熱帶氣旋轉性而成，會沿用熱帶氣旋時期的名稱，但會加上「ex-」以示識別。

## 分佈範圍

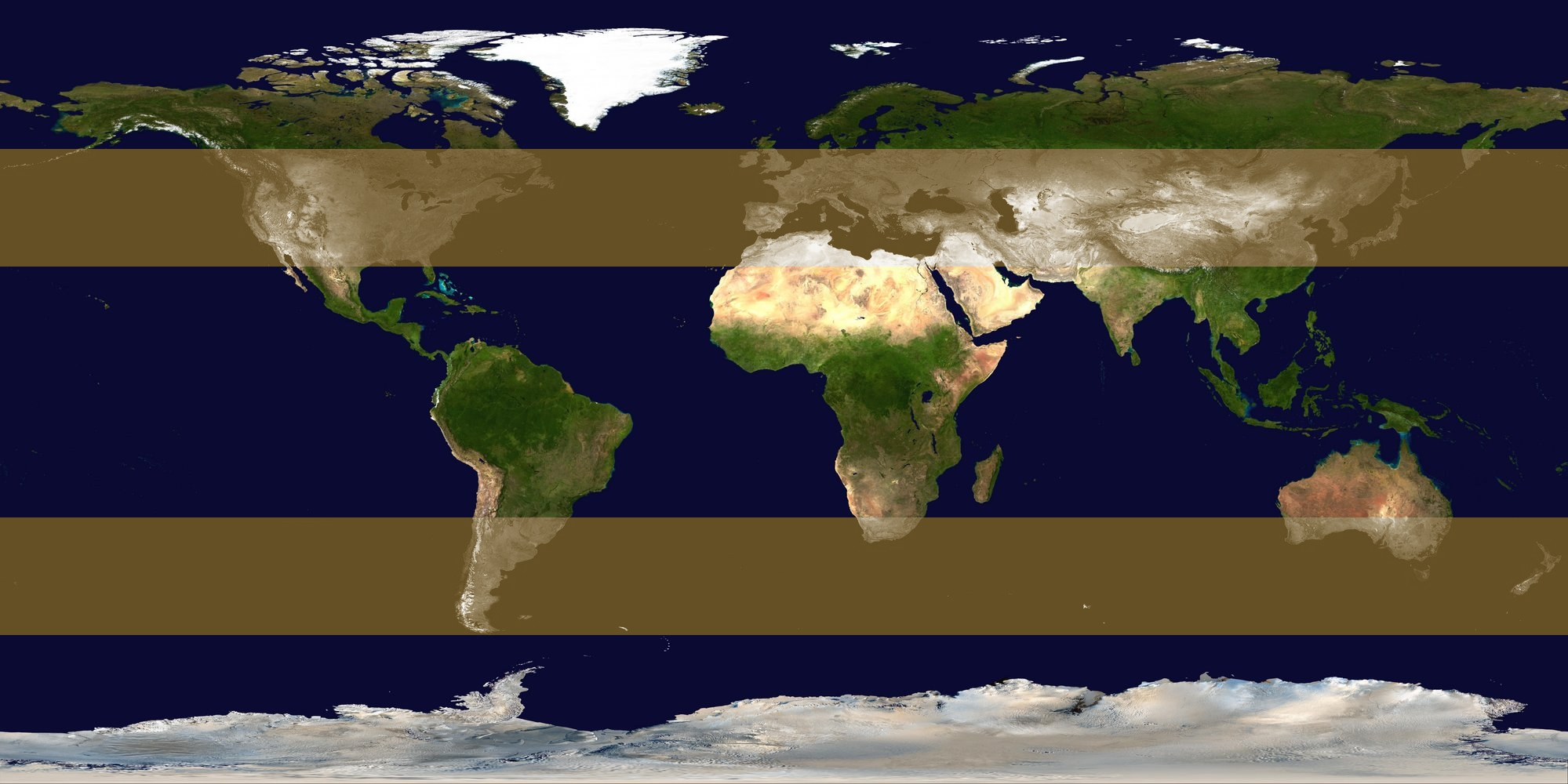
溫帶氣旋的分佈範圍。

在溫帶，南北溫差比較明顯，而溫帶氣旋的能量來源正是溫度梯度，所以溫帶氣旋通常都在溫帶發展，包括從熱帶氣旋或副熱帶氣旋轉性而成的溫帶氣旋，但有研究指出南半球的溫帶氣旋的活躍範圍從南緯30至70度。平均每6小時有37個氣旋正在活躍當中，而每個冬季平均有234個溫帶氣旋形成。

## 歷程

### 初生階段
溫帶氣旋的前身為低壓區。遇上以下情況便會有低壓區形成。
- 寒帶冷氣團南下與副熱帶暖氣團的輻合，形成一道靜止鋒，同時空氣被迫抬升，形成低壓區。
- 高空西風槽前的正渦度平流引起高空輻散，促使氣流上升，低層降壓而形成低氣壓。
- 高空的西風急流，出入口之高空輻散運動，引發地面低壓發展。[8]

當低壓區形成以後會逐漸受到科里奥利力而開始旋轉，南面較暖的空氣向北推，北面的空氣向南推，形成暖鋒和冷鋒。在北半球，溫帶氣旋逆時針旋轉，使冷鋒在左面、暖鋒在右面，南半球為順時針旋轉。在此期間，溫帶氣旋在可見光衛星雲圖上可表現為鋒面雲帶變寬，向冷區凸起，色調變白，中高雲加多。

### 發展階段
隨着低壓區的發展，溫帶氣旋之中心最低氣壓繼續下降（在天氣圖上表現為閉合等壓線增加），且開始由正壓變成斜壓。由於冷空氣移動較暖空氣快，故冷鋒會向暖鋒推進。冷鋒附近出現降雨或降雪，暖鋒附近亦出現降水，總體而言，降水區域增大。隨着溫帶氣旋的發展，其厚度亦由低層發展至中高層，氣流旋轉式上升，高空低槽逐漸加深。在此期間，溫帶氣旋在衞星雲圖上表現為鋒面雲帶隆起部分更為明顯，中高雲後界開始向雲內凹。

#### 爆發性氣旋
當一個氣壓以每小時超過1百帕斯卡下降時，該溫帶氣旋稱為爆發性氣旋。爆發性氣旋所在環境一般極佳，例如位置與暖流相近而獲得巨大溫帶梯度，或在高速急流前端獲得良好的高空輻散。環境越好，溫帶氣旋越強。爆發性氣旋的氣壓一般都低於980百帕斯卡。颶風級溫帶氣旋一般都在北大西洋和北太平洋的12月至1月形成。1986年12月14日至15日，一個在冰島附近的溫帶氣旋的氣壓低至920百帕斯卡，相等於薩菲爾-辛普森颶風等級的五級颶風。在北冰洋的冬天，溫帶氣旋的平均氣壓是980百帕斯卡，夏天則是1000百帕斯卡。

### 成熟階段
在成熟階段，溫帶氣旋發展得最為旺盛，自地面至500百帕斯卡（即大約5至6公里高空）等勢面高度均已成為圓型閉合環流。在地面，冷鋒追上暖鋒迫使暖空氣上升，形成錮囚鋒。此時，溫帶氣旋範圍最大，風力最強，氣壓最低，天氣變化最為劇烈；輕則能夠產生小陣雨、雷暴，重則能夠產生暴風雪，甚至龍捲風。但因地面已被冷空氣所佔據，已成為冷性旋渦，故溫帶氣旋將逐漸減弱。在此期間，溫帶氣旋在衛星雲圖上表現為雲系後部有明顯乾舌，螺旋結構明顯。雲帶伸至渦旋中心。

### 消亡階段
此階段為溫帶氣旋發展的最後階段，此時溫帶氣旋的中心氣壓上升，溫帶氣旋已完全變成冷性漩渦，亦變回正壓系統。氣旋的中心部分開始被填塞。從地面到500百帕等勢面高度左右的閉合環流減弱，氣流上升運動消失，最終減弱消散。在此期間，溫帶氣旋在衛星雲圖上表現為乾舌伸到氣旋中心，螺旋雲帶圍繞中心旋轉一周以上，高低空環流中心與雲系渦旋中心重合。

## 與其他氣旋的關係

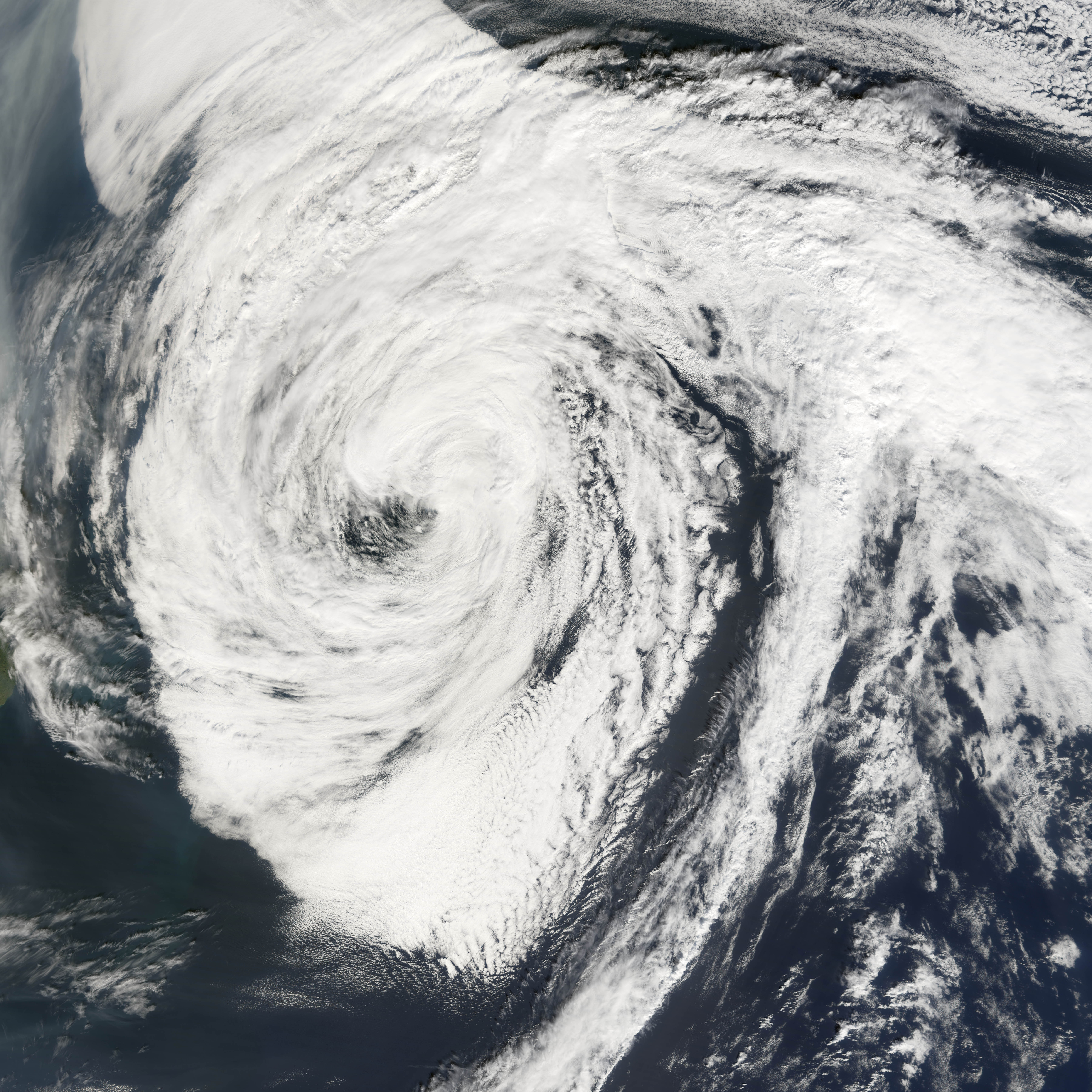
2006年大西洋颶風季的2006年颶風佛羅倫薩，該風暴在移入高緯度後轉變為一溫帶氣旋。

當熱帶氣旋移入南北緯30至40度之間，會受到西風帶的斜壓和冷空氣影響而逐漸轉性為溫帶氣旋，這個過程稱為「溫帶轉性」，不過位置上也有例外，例如2008年熱帶風暴海高斯同時受到東北季候風的冷空氣和偏東氣流的暖空氣的溫度梯度影響而在熱帶轉性為溫帶氣旋。在溫帶轉性過程中，系統會和附近的鋒面合併或發展出鋒面，系統的大小也會增加，而中心減弱，形狀扭曲和變得不對稱，且會由暖心逐漸變成冷心結構，而能量會由水蒸氣冷卻凝結時放出潛熱變成溫度梯度。不過如果環境優良，轉性後系統可能再度增強。 
在罕見的情況下，如果一個溫帶氣旋進入一個較䁔的水域和垂直風切偏低的環境，可以轉性為副熱帶氣旋。若良好環境維持，更可以轉性為熱帶氣旋，這個過程稱為熱帶轉性。1991年完美風暴就是一個例子，但直接從溫帶氣旋轉為熱帶氣旋。
在北大西洋，溫帶或熱帶轉性發生次數最多的月份是9月和10月，因為當時空氣和海洋表面溫度的溫度梯度都是最大的。
聯合颱風警報中心使用「溫帶轉性分析法」（英語：Extratropical transition technique，縮寫：XT）通過可見光和紅外光衛星雲圖估計正在轉性為溫帶氣旋的熱帶氣旋強度。在轉性的過程當中，熱帶氣旋會先逐漸變為後熱帶氣旋再增強為溫帶氣旋。如果一個熱帶氣旋中心較少對流，可能德沃夏克分析法失敗，而若一個熱帶氣旋整體上較少對流，會導致德沃夏克分析法低估熱帶氣旋強度。在溫帶轉性過程中經常會有以上情況出現，所以溫帶轉性分析法結合德沃夏克分析法和用於估計副熱帶氣旋強度的賀伯特-波蒂特分析法。溫帶轉性分析法只適用於正在轉性的熱帶氣旋，一旦熱帶氣旋完全轉性，便不再適用。

## 結構

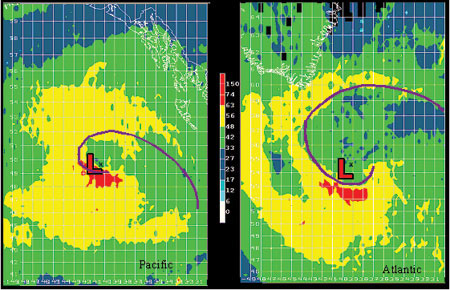
QuikSCAT拍下兩個溫帶氣旋的圖像，顯示溫帶氣旋的最大風力在錮囚峰的外圍。

在溫帶氣旋裏，冷空氣控制之區域為晴空乾燥區，而暖空氣及鋒面帶則伴隨大雨或雷暴等不穩定天氣。越接近溫帶氣旋的中心，氣壓越低，在溫帶氣旋的中心氣壓最低。溫帶氣旋中心的溫度比外圍低，因此屬於冷心結構。

## 外部連接
- 维基共享资源上的相關多媒體資源：溫帶氣旋